# Gas (Eure-et-Loir)
Gas is een gemeente in het Franse departement Eure-et-Loir (regio Centre-Val de Loire) en telt 634 inwoners (1999). De oppervlakte bedraagt 12,0 km², de bevolkingsdichtheid is 52,8 inwoners per km².

## Geografie

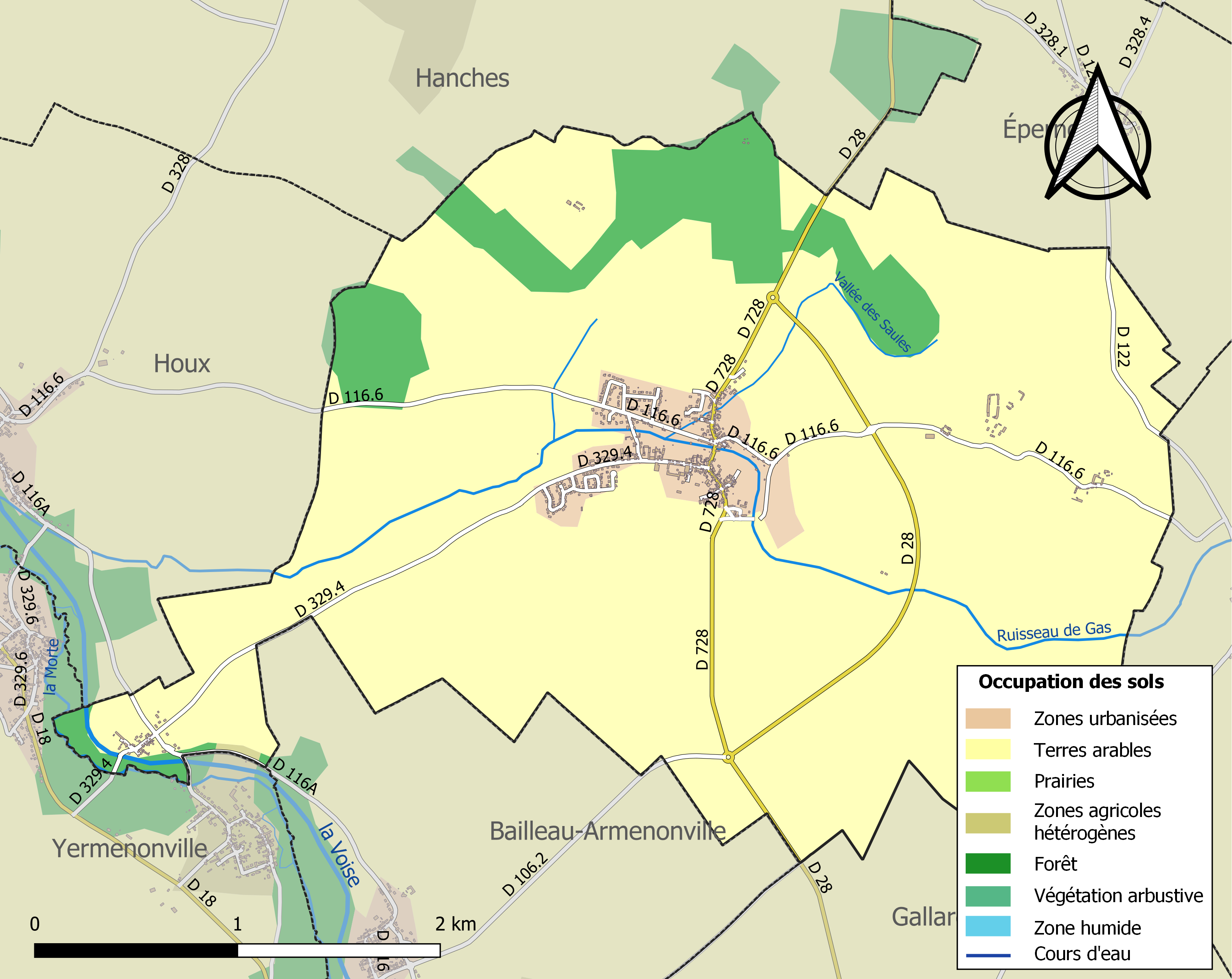
Kaart van de gemeente met de belangrijkste infrastructuur, bodemgebruik en omliggende gemeenten

## Demografie
Onderstaande figuur toont het verloop van het inwoneraantal van Gas vanaf 1962.
Bron: Frans bureau voor statistiek. Cijfers inwoneraantal volgens de definitie
 population sans doubles comptes (zie de gehanteerde definities)